# Direction de la sécurité de proximité de l'agglomération parisienne

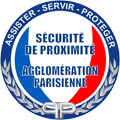
Logo de la DSPAP

La Direction de la sécurité de proximité de l'agglomération parisienne (DSPAP) a été créée le 14 septembre 2009 (Décret n° 2009-898 du 24/07/2009), date à laquelle a été confiée au Préfet de police de Paris la sécurité de Paris et des départements de la petite couronne parisienne – Hauts-de-Seine (92), Seine-Saint-Denis (93), Val-de-Marne (94). Elle résulte du rassemblement des anciennes directions départementales de la sécurité publique de petite couronne avec l'ex-direction de la police urbaine de proximité de Paris. La DSPAP est une direction interdépartementale dirigée par un directeur des services actifs et placée sous l'autorité du Préfet de Police.
Au sein des différentes directions de la préfecture de police de Paris, la DSPAP est la plus importante en effectifs puisqu'elle est composée de 21 000 fonctionnaires. 

## Missions
Opérationnelle de jour comme de nuit, la DSPAP lutte contre la petite et moyenne délinquance et entretient un lien direct entre la population et la police nationale dans sa zone de compétence. Elle est aussi responsable de la police de proximité dans les quatre départements sous sa responsabilité et coordonne notamment l'action de chacun des vingt commissariats centraux de paris et de tous les commissariats de départements de la petite couronne chargés de la sécurité publique générale. Ceux-ci s'appuient sur des unités généralistes que l'on retrouve dans chaque commissariat, ou d'autres unités plus rares. La DSPAP traite également les affaires judiciaires de petites et moyennes envergures. 

## Organisation
Depuis le 20 juillet 2021 la directrice de la DSPAP est Isabelle Tomatis  qui remplace Valérie Martineau, son adjoint est Jean-Paul Pecquet.
La DSPAP dispose d'une direction territoriale de sécurité de proximité (DTSP) par département :
- DTSP 75 à Paris :
  - Directeur territorial : Bernard Bobrowska.
- DTSP 92 à Nanterre :
  - Directeur territorial : Stéphane Wierzba[2].
- DTSP 93 à Bobigny :
  - Directeur territorial : Michel Lavaud (depuis 2022, en remplacement de M. François Léger, en poste depuis 2015)[3].
- DTSP 94 à Créteil :
  - Directeur territorial : Johanna Primevert.

La direction dispose également d'un état-major, dirigé par Jean-Luc Mercier et de services transversaux compétents sur les quatre départements, notamment : 
- la sous-direction de la police régionale des transports (SDPRT), dirigée par Sébastien Durand, qui est compétente sur l'ensemble du réseau métro, RER et Transilien de l’île-de-France ;
- la sous-direction des services spécialisés (SDSS), dirigée par Alexis Marsan[2]. Cette direction a pour mission la dissuasion, la sécurisation et la lutte contre la délinquance, ainsi que l’activité judiciaire de nuit.
- la sous-direction du soutien opérationnel (SDSO) assure notamment la gestion des personnels en relation avec la direction des ressources humaines de la Préfecture de Police.
- la sous-direction de la lutte contre l’immigration irrégulière (SDLII), dirigée par Didier Martin. Cette direction a pour mission de contrôler les flux migratoires et de gérer le centre de rétention de Vincennes.

### Les directions territoriales de sécurité de proximité

#### Organisation des directions
Les directions sont composées 
- D'un état-major, chargé de la coordination opérationnelle,
- D'une sûreté territoriale, chargées des enquêtes de niveau intermédiaire (ampleur trop grande pour être traitée par le GAJ, mais trop faible pour être transmise à la PJ).
- D'un bureau de gestion opérationnelle
- De districts divisés en circonscriptions de sécurité de proximité (CSP)

#### Organisation des commissariats
Les circonscriptions de sécurité publique sont le plus souvent divisées en trois parties: 
- Les unités rattachées au chef de service:
  - Les missions de prévention de contact et d’écoute (MPCE), spécialisées dans les missions de prévention envers divers publics (établissements scolaires, salons, etc.) et la dispense de conseils de sécurité envers divers acteurs d'un territoire (entreprises...) ;
  - Unité de polices administratives.
  - Bureau de coordination opérationnelle

- Les SSQ (services de sécurité du quotidien) composé par :
  - Les brigades de police-secours, parfois appelées brigades de roulement, elles sont chargées de patrouiller en uniforme et d'intervenir en cas d'appel au 17 dans la circonscription;
  - Les brigades anti-criminalité, (BAC) chargées, en civil et dans des véhicules banalisés, patrouiller et de tenter de prendre les malfaiteurs en flagrant délit, de renforcer les unités d'enquête pour les recherches d'individus, de véhicules, ou pour les surveillances ("planques"), et d'intervenir en renfort de police secours en cas d'intervention difficile ;
  - Les BTC (brigades territoriales de contact), anciennement appelé BST ou GSQ, les BTC sont chargées d'assurer un contact avec la population et de lutter d'initiative contre la petite et moyenne délinquance.
- Les SAIP (services d'accueil et d'investigation de proximité), sont destinés à l'accueil du public (bureaux de prise de plainte et main courantes), au traitement judiciaire des personnes interpellées par les unités présentes sur le terrain (garde à vue, audition...) et aux enquêtes judiciaires de faible importance (décès naturel, incendies involontaires de faible ampleur, accidents uniquement matériels...), ils encadrent également les unités de police technique et scientifique.

Notons que les commissariats comprenant dans leur circonscription des zones particulièrement touristiques, mettent en place, le plus souvent en période estivale, une unité de sécurisation touristique, chargée de la lutte contre la délinquance liée au tourisme (pickpockets, vendeurs à la sauvette, arnaques, etc.

### La sous-direction des services spécialisés
Elle a pour mission, à l’échelon de l’agglomération, la dissuasion, la sécurisation et la lutte contre la délinquance, ainsi que l’activité judiciaire de nuit. 
Elle se compose de : 
- Le SNA (service de nuit de l’agglomération) ou "BAC N" 75, 92, 93, 94, compétentes pour l'ensemble de leurs départements respectifs, dont les missions sont généralement semblables à celles des BAC de commissariat, qu'elles renforcent lors d'interventions d'ampleur ou dangereuses. Contrairement aux BAC de commissariat, elles peuvent opérer en uniforme.
- Les CSI 75, 92, 93 et 94, (compagnies de sécurisation et d'intervention), destinées au renfort aux unités d'enquête pour les opérations de police et les interpellations domiciliaires et perquisitions, pour les recherches de malfaiteurs, ainsi que pour le renfort des unités de la DOPC et des CRS/EGM dans les opérations de maintien de l'ordre. Les CSI sont chacune dotées d'un GSO (Groupe de soutien opérationnel) détaché aux missions les plus sensibles lorsqu'elles se produisent, comme l'interpellation domiciliaire de délinquants armés. Elles sont également dotées de motocyclistes chargés de sécuriser les opérations de police, et de patrouiller dans le but de rechercher des malfaiteurs, notamment par des contrôles de véhicules suspects. Depuis novembre 2018, ils sont également incorporés aux BRAV-M lors d'opérations de maintien de l'ordre.
- Les brigades cynophiles, employées en renfort des autres unités lorsque la recherche de stupéfiants, de faux billets, d'armes et d'explosifs nécessite l'emploi de maîtres-chiens. Ces brigades peuvent également être déployées lors d'interventions difficiles, face à des personnes nombreuses ou dangereuses, ou lors d'opérations de maintien de l'ordre, où les chiens présentent un aspect dissuasif.
- La BAPSA (Brigade d'assistance aux personnes sans-abri)
- Le STADE (service transversal de l'agglomération des événements), chargé de l'organisation et de la gestion de la sécurité des évènements se déroulant au stade de France et au parc des princes, ainsi que des enquêtes sur les faits commis à l'occasion de ces évènements, (hooliganisme, agressions, dégradations...). Ce service est également appelé à se déplacer dans les villes ou ont lieu de grands évènements sportifs, afin de renforcer dans ce domaine les services de police locaux. Il suit notamment tous les déplacements de l'équipe du Paris St-Germain, en France comme à l'étranger, afin de suivre les supporters, et donc les fauteurs de troubles, que le service connait mieux que les services locaux, afin d'éviter les débordements, mais aussi de repérer les personnes frappées d'une interdiction de stade.

### La sous-direction de la police régionale des transports
Elle coordonne l'action de sécurisation des réseaux de transport en commun en coopération avec les opérateurs (RATP, SNCF) et l'appui de différents services (opération sentinelle, forces mobiles)
La BRF (Brigade des réseaux ferrés), dirigée par le Commissaire divisionnaire Marie Danion, chargée des missions de police dans le réseau des transports en commun franciliens (Métro, RER, trains de banlieue, tramways). 
Elle se compose des :
- DSG (département de sécurisation générale), chargé de patrouiller et d'intervenir en uniforme ou en civil.
- DPG (département de police des gares), chargé de la sécurisation des grandes gares.
- SRT (sûreté régionale des transports) qui est une unité d'enquête spécialisées dans les transports elle dispose notamment d'une Brigade des atteintes aux biens et aux transporteurs, brigade de recherche et d'investigation dans les transports et d'une brigade de nuit.

### La sous-direction de lutte contre l'immigration irrégulière
Elle est chargée de lutter contre l'immigration irrégulière en s'appuyant de trois départements : 
- Le DCO (département de lutte contre la criminalité organisée liée à l'immigration irrégulière).
- Le DCFM (département de contrôle des flux migratoires).
- Le DCRA (département des centres de rétention administrative).

## Controverses

### Abus de fonctions
En septembre 2021, un des directeurs de la DSPAP est l'objet d'une enquête de l'Inspection générale de la Police nationale pour avoir grillé des feux rouges alors qu'il se rendait à une réunion et pour avoir tenté d'échapper à des collègues de la  Direction de l’ordre public et de la circulation de façon dangereuse.